# ماهیچه چهارسر ران
ماهیچه چهارسر ران (به انگلیسی: Quadriceps femoris muscle) ماهیچه‌ای است نیرومند و بزرگ که در جلو و طرفین استخوان ران قرار داشته و از طریق زردپی چهارسر به قاعده کشکک و بوسیله رباط کشککی یا زردپی کشککی به برجستگی استخوان درشت‌نی (تیبیا) متصل می‌گردد. ماهیچه چهارسر ران در قسمت پایین یک سر و در قسمت بالا چهار سر دارد که هر سه به تنهایی ماهیچه بزرگی محسوب می‌شوند. ماهیچه چهارسر ران از عصب رانی (فمورال) (ریشه‌های L2-L3-L4) عصب‌گیری می‌کند.
مهم‌ترین نقش این عضله، صاف کردن زانو (بلند کردن ساق پا یا اکستنشن ساق در مفصل زانو) است. این ماهیچه، زانو را از حالت خم شده خارج می‌کند و ساق پا را در امتداد ران قرار می‌دهد.
ضعف چهارسر ران باعث کاهش ثبات زانو می‌گردد. همچنین عقب زدگی زانو ممکن است به علت نقص عملکرد این عضله اتفاق افتد.  در کودکان معمولاً آمپول‌های داخل عضله‌ای را به جای باسن، در قسمت جلوی ران، در این ماهیچه تزریق می‌کنند.

## ماهیچه‌های چهارسر
همان‌طور که از نام این عضله مشخص می‌گردد این است که این مجموعه‌ ماهیچه شامل چهار ماهیچه است که عبارتند از:
- ماهیچه پهن درونی (واستوس مدیالیس)
- ماهیچه پهن بیرونی (واستوس لترالیس)
- ماهیچه پهن میانی (واستوس اینترمدیوس)
- ماهیچه راست رانی (رکتوس فموریس)

دو عضله پهن درونی و بیرونی به خصوص در حالت انقباض ایزومتریک به راحتی قابل مشاهده و لمس هستند. ماهیچه پهن بیرونی نسبت به سه ماهیچه دیگر چهارسر ران، پهنای بیشتری دارد. ماهیچه پهن درونی در مقایسه با پهن بیرونی بیشتر به طرف پایین ران متمایل است. ماهیچه پهن درونی نقش مهمی در صاف کردن زانو در دامنه انتهایی دارد. همچنین ماهیچه پهن درونی در هنگام تحمل وزن از عوامل مهم ثبات زانو محسوب می‌گردد.
لمس دو ماهیچه پهن میانی و ماهیچه راست رانی مشکل است. ماهیچه راست رانی علاوه بر صاف کردن زانو (بلند کردن ساق پا) در عمل خم کردن مفصل ران نیز شرکت می‌کند.

## نگارخانه

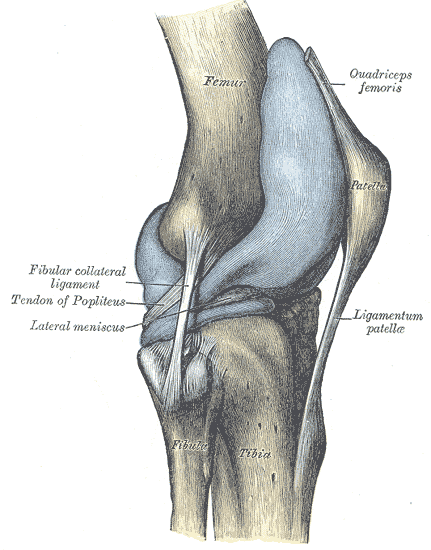
کپسول مفصل زانو راست (متسع شده). جنبه جانبی.
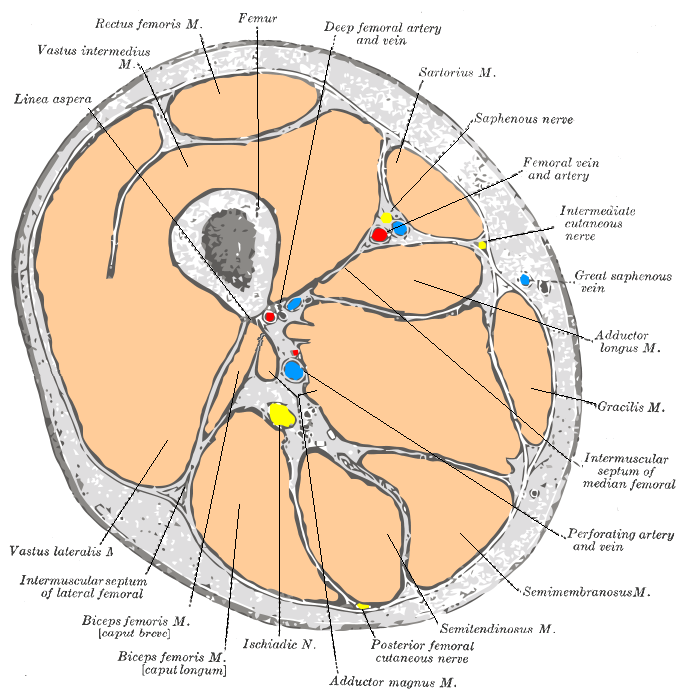
مقطع از وسط ران.
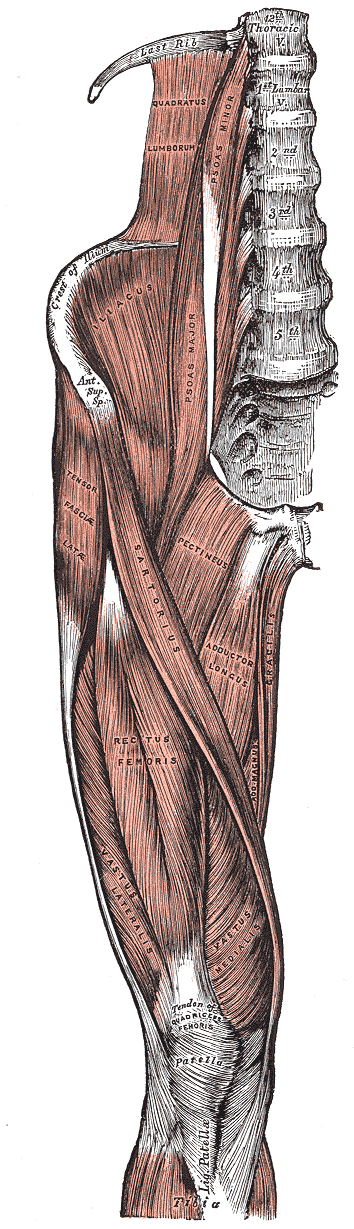
قسمت قدامی پای راست.
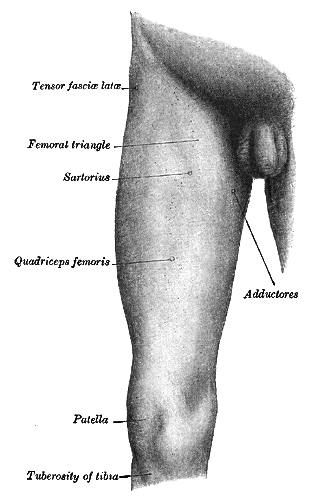
قسمت جلویی و داخلی ران راست.
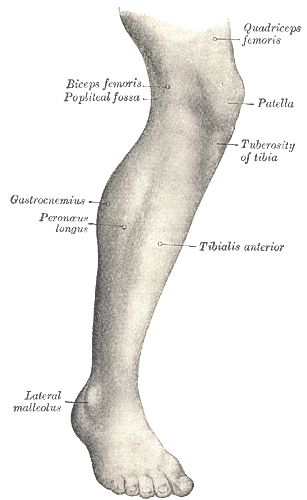
جنبه جانبی پای راست.
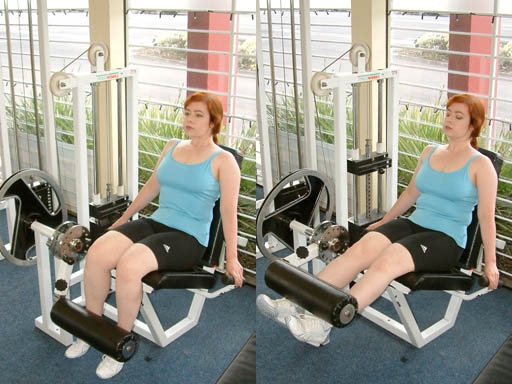
"کشش پا" یک تمرین انزوا است.
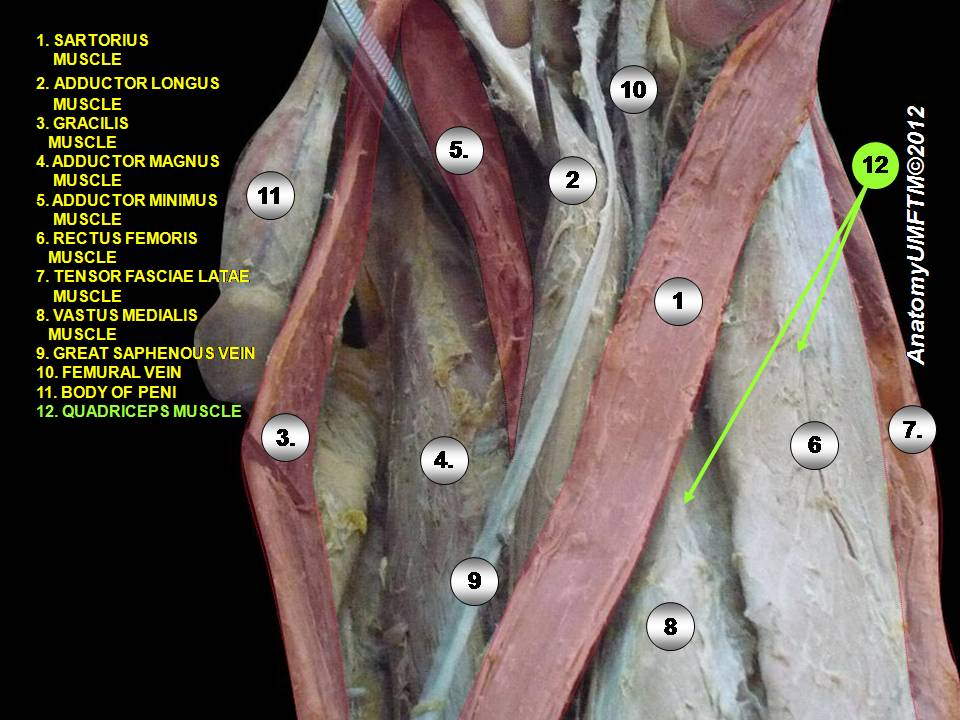
عضله چهار سر ران
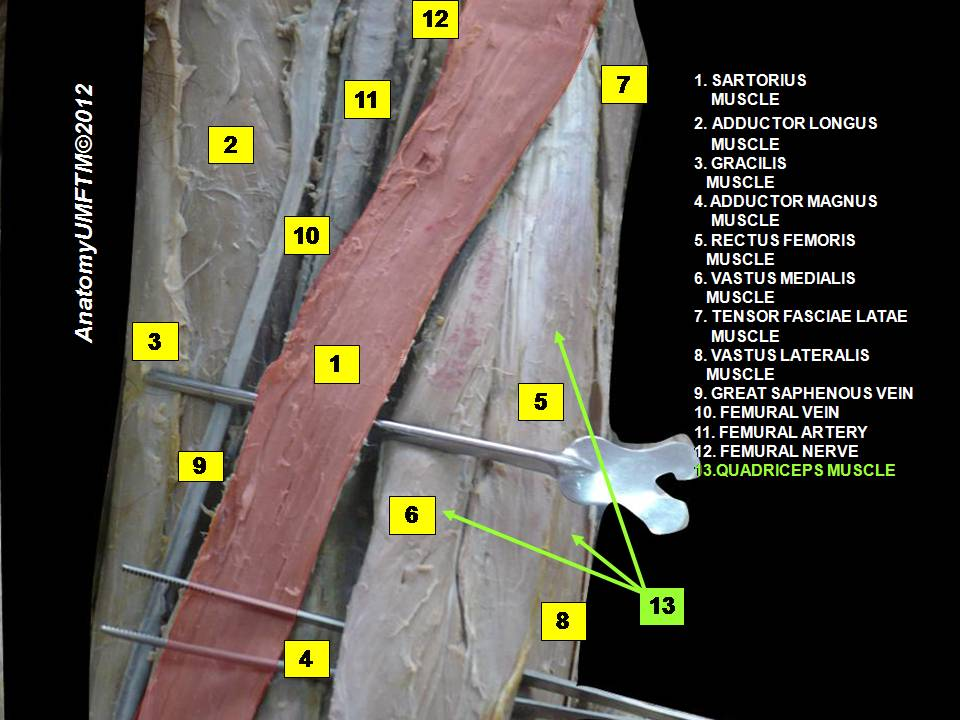
عضله چهار سر ران